# Regionale raad van Mateh Binyamin
De regionale raad van Mateh Binyamin (Hebreeuws: מועצה אזורית מטה בנימין) is een regionale raad in Israël. Het omvat een aantal Israëlische nederzettingen op de bezette Westelijke Jordaanoever.

## Gemeenschappen
| - Ahia - Adei Ad - Almon - Alon - Amona - Ateret - Beit Horon - Dolev - Eli - Esh Kodesh - Geva Binyamin - Giv'at Har'el - Giv'on HaHadashah - Harasha - Hashmonaim | - Keeda - Kfar Adumim - Kfar HaOranim - Kokhav HaShahar - Kokhav Ya'akov - Ma'ale Levona - Ma'ale Mikhmas - Matityahu - Mevo Horon - Migron - Mitzpe Danny - Mitzpe Hagit - Mitzpe Kramim - Mitzpe Yericho | - Na'ale - Nahliel - Neria - Neve Erez - Neve Tzuf - Nili - Nofei Prat - Ofarim - Ofra - Psagot - Rimonim - Shilo - Shvut Rachel - Talmon |

Abu Basma · Alona · al-Batuf · Be'er Tuvia · Beit She'an Vallei · Bnei Shimon · Brenner · Bustan al-Marj · Centraal Arava · Drom HaSharon · Esjkol · Gan Raveh · Gederot · Gezer · Gilboa · Golan · Gush Etzion · Har Hebron · Hefervallei · Hevel Eilot · Hevel Modi'in · Hevel Yavne · Hof Ashkelon · Hof HaCarmel · Hof HaSharon · Jizreëlvallei · Emek HaYarden · Bik'at HaYarden · Lakhish · Lev HaSharon · Lodvallei · Lager Galilea · Ma'ale Yosef · Mateh Asher · Mateh Binyamin · Mateh Yehuda · Megiddo · Megilot · Menashe · Merhavim · Merom HaGalil · Mevo'ot HaHermon · Misgav · Nahal Sorek · Ramat HaNegev · Sha'ar HaNegev · Sdot Negev · Shafir · Shomron · Tamar · Hoger Galilea · Yoav · Zevoeloen